# Parafia Chrystusa Dobrego Pasterza w Łowiczu
Parafia Chrystusa Dobrego Pasterza w Łowiczu – rzymskokatolicka parafia należąca do dekanatu Łowicz-Św. Ducha w diecezji łowickiej.
Utworzona 15 grudnia 1990 przez arcybiskupa warszawskiego Józefa Glempa.
Parafia swym zasięgiem obejmuje południową część Łowicza oraz miejscowości: Jamno, Jastrzębia (część), Nowe Grudze (część), Seroki, Urbańszczyzna, Wygoda i Zawady.
Kościół został zbudowany w latach 1991–1995, konsekrowany w 2001.